# 以色列—约旦关系
以约关系或约以關係是指以色列与约旦之间的外交，经济和文化关系。 自1994年签署约以和约以来，两国已经建立了官方外交关系。 
2015年阿克萨清真寺冲突后两国关系紧张化。

## 历史

### 1948年–1994年
以色列的犹太领袖和该地区的哈希姆王朝之间的关系是矛盾的，因为双方在该地区的突出地位都在增长。约旦一贯支持反犹太复国主义政策，但作出的决定并不极端。这种相对温和的决定有几个因素。其中包括两国地理上的接近，侯赛因国王的亲西方立场，约旦温和的领土野心。然而，从1948年到条约签署，两国之间一直处于战争状态。
一些回忆录作者和政治分析人士已经确定了两国之间存在一些“幕后渠道”，有时甚至是秘密通信。即使在战争时期，两国也常常进行有限的妥协。
1956年苏伊士战争胜利后，来自约旦的自杀式攻击减少，这导致1948年阿以战争所造成的以色列与约旦的紧张关系有所缓和。在1967年的六日战争中，约旦不顾以色列的警告，与纳赛尔领导的埃及结盟。这导致东耶路撒冷和约旦河西岸被以色列占领。由于约旦的经济发达地区在约旦河西岸，因此这给约旦造成了重大经济损失。
1970年，侯赛因国王发动了针对巴勒斯坦解放组织(巴解组织)的“黑色九月”战争，最终驱逐了该组织和威胁侯赛因国王统治的数千名巴勒斯坦人。在黑色九月行动中，叙利亚军队入侵了约旦，威胁要进一步破坏这个政权的稳定。作为回应，以色列空军对叙利亚军队进行了一系列的空袭，促使他们返回叙利亚。
对巴解组织各派的战争可能加强了以色列和约旦之间的联系。一些人声称，摩萨德曾警告过候赛因国王有关巴勒斯坦的暗杀企图，候赛因在1973年赎罪日战争之前，曾警告过以色列总理梅尔关于埃及和叙利亚的威胁。侯赛因的意图是不参与战争。
1987年，以色列外交部长西蒙·佩雷斯和侯赛因国王试图秘密达成一项和平协议，在该协议中以色列将约旦河西岸还给约旦。双方签署了“佩雷斯-侯赛因伦敦协议”，为中东和平会议制定了框架。但是由于以色列总理伊扎克·沙米尔的反对，这项提议没有得到实施。第二年，约旦放弃了对西岸的要求，转而支持以色列和巴解组织矛盾的和平解决。

### 约以和约

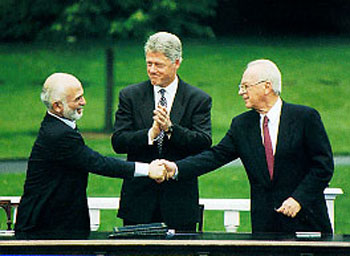
1994年10月26日，约旦國王侯赛因一世与以色列總理伊扎克·拉宾在美國總統比尔·克林顿陪同下於以约和平谈判中握手

以色列和约旦之间的和平谈判始于1994年。以色列总理伊扎克·拉宾和外交部长希蒙·佩雷斯通知侯赛因国王，在与巴解组织签署奥斯陆协议之后，约旦可能“被排除在重要的游戏之外”。拉宾、侯赛因和克林顿于1994年7月25日在华盛顿特区签署了《华盛顿宣言》。声明说，以色列和约旦结束了正式的敌对状态，将开始谈判，以实现“结束流血和悲伤”以及公正和持久的和平。
1994年10月26日，约旦和以色列政府签署了一项历史性的和平条约。该条约使两国关系正常化，并解决了领土争端和水资源共享等问题。两国冲突总共花费了大约183亿美元。该条约与在以色列和巴勒斯坦权力机构之间创造和平的努力密切相关。签署仪式在南部边境的阿拉巴举行，使约旦成为继埃及之后第二个与以色列实现关系正常化的阿拉伯国家。
1996年，两国签署了一项贸易条约。作为协议的一部分，以色列协助在安曼建立了一个现代化的医疗中心。

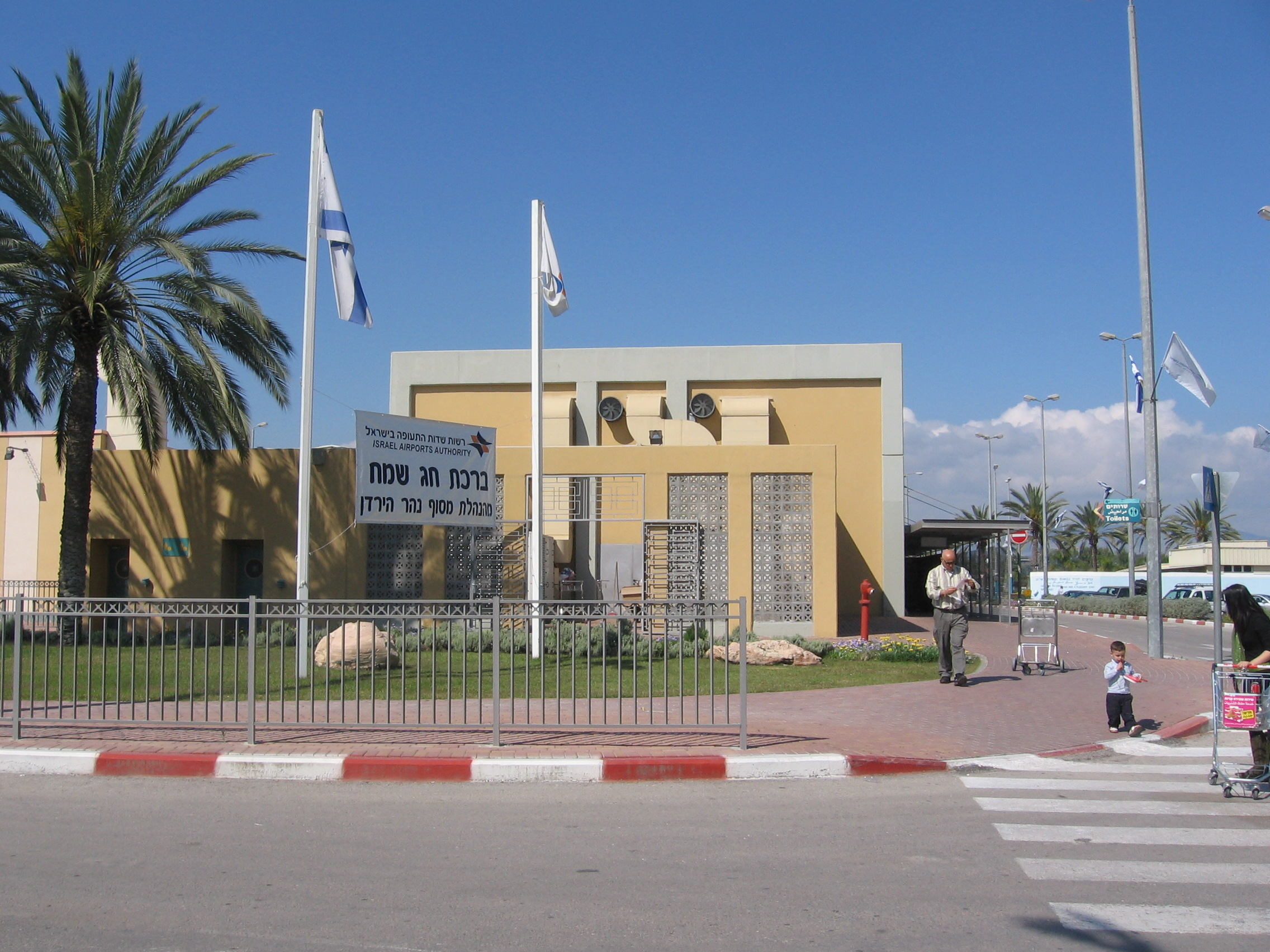
约旦河附近

### 2010年至今
2010年，当约旦的政府公司向国际政府申请许可关于生产用于约旦发电厂的核燃料时，以色列表示反对，理由是中东政局不稳定。鉴于以色列的反对，美国也表示了反对。
约旦国王阿卜杜拉在加拿大访问以色列和犹太事务中心时指出，他承认以色列是重要的区域盟友，以色列对阿卜杜拉提出的恢复以色列和巴勒斯坦权力机构之间直接和谈的要求反应迅速。促进以色列和巴勒斯坦权力机构之间的和平是约旦的一项主要优先事项。安理会支持美国斡旋达成最终解决方案的努力。安理会认为，最终解决方案应该以沙特阿拉伯提出的2002年阿拉伯和平倡议为基础。
由於不滿以色列進攻加沙地带，2023年11月1日，约旦外交部宣布召回约旦驻以色列大使。
2024年4月13-14日，约旦拦截大量源自伊朗对以色列的导弹袭击。

## 经济关系
约旦也从和平条约中得到了经济上的好处。由于该条约，约旦开发了合格的工业区。在这些地区，使用一定比例来自以色列的原料的公司可以免税出口到美国。截至2010年，这些工业区创造了3.6万个就业岗位，成为约旦经济增长的最强劲引擎。反对派穆斯林兄弟会要求政府关闭这些园区，但政府坚称这些园区为成千上万的约旦人提供了就业机会。
自2013年以来，以色列允许用卡车运输货物通过贝特谢安附近的约旦河过境点，为约旦与伊拉克和土耳其的贸易提供了便利。这些货物被运到海法港，然后从那里运往伊拉克和土耳其。此前，这种贸易通过叙利亚陆路进行，但是由于叙利亚内战而中断。
根据2016年一项价值100亿美元的协议，以色列将在15年内向约旦供应450亿立方米天然气。这些天然气将由一条定于2020年完工的新管道供应，这条管道将从以色列-约旦边境延伸至马弗拉克附近的阿拉伯天然气管道。约旦政府认为，从以色列进口天然气每年将为约旦节省7亿美元的能源成本。